# Hans Mariacher
Hans Mariacher (ur. 11 sierpnia 1910 w Kitzbühel, zm. 24 czerwca 1985 tamże) – austriacki skoczek narciarski, uczestnik Zimowych Igrzysk Olimpijskich 1936 w Garmisch-Partenkirchen.

## Igrzyska olimpijskie
Hans Mariacher uczestniczył w Zimowych Igrzyskach Olimpijskich 1936 w Garmisch-Partenkirchen. Na tych igrzyskach wystąpił w zawodach na skoczni normalnej K-80. Zawody ukończył na 25. miejscu wśród 48 zawodników biorących udział w konkursie. Zawody zostały zdominowane przez Norwegów, którzy zajęli trzy miejsca w pierwszej piątce zawodów.
Były to jego jedyne igrzyska w karierze.